# Padre Hurtado
Padre Hurtado è un comune del Cile della provincia di Talagante. Si trova nella Regione Metropolitana di Santiago. Al censimento del 2002 possedeva una popolazione di 38.768 abitanti.

## Società

### Evoluzione demografica
| Censimento del 1992 | Censimento del 2002 |
| 29.372 ab.          | 38.768 ab.          |